# Travis Scott
Travis Scott, pseudonimo di Jacques Bermon Webster II, conosciuto anche come La Flame o Cactus Jack (Houston, 30 aprile 1991), è un rapper, cantautore e produttore discografico statunitense.
Nel 2012 firma un contratto discografico con la GOOD Music di Kanye West e l'anno successivo con la Grand Hustle Hustle di T.I., pubblicando gli album Rodeo (2015) e Birds in the Trap Sing McKnight (2016) e riscuotendo ampio successo nelle classifiche statunitensi e internazionali. Segue la pubblicazione degli album collaborativi con Quavo, Huncho Jack, Jack Huncho (2017), e l'album numero uno della Billboard 200 JackBoys (2019) con il collettivo Cactus Jack. Nel 2018 pubblica il terzo album da solista, Astroworld, che esordisce alla prima posizione di numerose classifiche oltreoceano e ottiene il plauso della critica musicale, tra cui la nomina ai Grammy Awards 2019 come miglior album rap.  Nel 2023 pubblica il quarto album solista Utopia, che debutto anch'esso alla prima posizione e viene nominato ai Grammy Awards 2024 come miglior album rap.
Nel corso della carriera ha collaborato con numerosi artisti hip-hop e contemporary R&B, tra cui Kanye West, 21 Savage, Kid Cudi, Kendrick Lamar, Drake, Yung Lean, 2 Chainz, Jay-Z, The Weeknd, Stevie Wonder, John Legend, Alicia Keys, SZA, Future e Ella Mai, ma anche esponenti provenienti da altri generi musicali, come Rosalía, Ed Sheeran, Ozzy Osbourne, Calvin Harris e Justin Bieber. In qualità di produttore, ha lavorato insieme a Madonna, Rihanna, Big Sean e i Migos. Nominato otto volte ai Grammy Award e vincitore di un Latin Grammy Awards,, due Billboard Music Awards e un MTV Video Music Award, ha raggiunto il successo dalla seconda metà degli anni 2010, vendendo oltre 45 milioni di copie tra singoli e album negli Stati Uniti d'America.

## Biografia
Jacques Bermon Webster II è nato il 30 aprile 1991, a Houston, Texas. Cresciuto a Missouri City, una benestante località inglobata nell'area metropolitana di Houston–The Woodlands–Sugar Land, frequenta la Elkins High School, dove si diplomerà poi a 17 anni. Travis stava la maggior parte del tempo con la nonna mentre sua madre lavorava all'Apple Inc. e il padre gestiva la propria attività. Webster frequenta poi la University of Texas San Antonio, ma poco più tardi la abbandona per concentrarsi pienamente sulla musica. Dopo l'abbandono della scuola, si trasferisce a New York per dar inizio alla sua carriera. I genitori non lo supportano nella sua decisione e decidono quindi di non finanziare in alcun modo il suo soggiorno a New York.

## Carriera

### 2008-2012: gli inizi e i contratti discografici
Webster forma un duo con il suo amico di vecchia data Chris Holloway, anche noto come "The Graduates". Nel 2008 esce il suo primo EP senza titolo sul social network Myspace.
L'anno seguente forma un nuovo duo chiamato The Classmates con OG Chess, un compagno di scuola. Insieme pubblicano due progetti, uno chiamato Buddy Rich nel 2009 e un altro chiamato Cruis'n' USA, nel 2010. Dopo controversie finanziarie e conflitti personali, OG Chess e Scott si separano alla fine del 2012.
Scott si trasferì dal Texas a New York, dopo aver lasciato il college. Iniziò a registrare musica con l'aiuto dell'amico Mike Waxx, proprietario del sito illroots.com. Insoddisfatto dei risultati e frustrato per come stava vivendo, Scott decise di trasferirsi a Los Angeles dopo 4 mesi. Abbandonato dal suo amico, che gli promise un alloggio a LA, e dalla famiglia, Travis fu costretto a tornare a Houston, dove fu cacciato di casa dai suoi. Il noto rapper T.I. ascoltò uno dei pezzi di Scott, intitolato Lights (Love Sick), che pubblicò a Los Angeles. Poco dopo, il rapper contattò Scott e lo invitò nel suo studio. T.I. in seguito fece un freestyle del singolo Animal di Scott. Travis ottenne il numero di telefono del fonico di Kanye West, Anthony Kilhoffer, che lo guidò organizzando un incontro che gli permise di creare nuova musica. Kilhoffer prese Scott sotto la sua guida, e grazie a lui Travis incontrò per la prima volta Kanye West a New York. Scott lavorò con Kanye per il suo progetto, Owl Pharaoh, ritardato più volte, e collaborò per la compilation di debutto della GOOD Music, Cruel Summer. Scott ha co-prodotto i singoli To The World, The Morning e Don't Like e ha anche prodotto e contribuito ad un verso di Sin City. Scott ha anche girato numerosi video musicali, come ad esempio quello di Brake Lights del compagno di etichetta Hit-Boy.

### 2012-2013:Owl Pharaoh

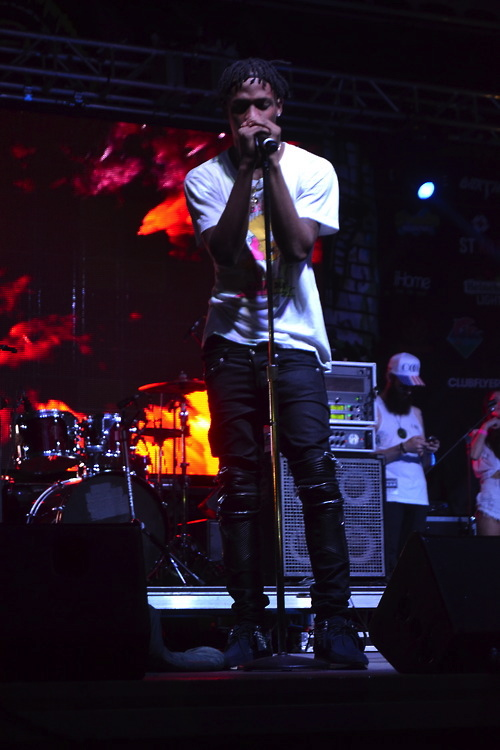
Travis Scott durante un concerto a Basel Castle nel 2013

Owl Pharaoh doveva essere pubblicato gratuitamente nel 2012. Tuttavia, ha subito un ritardo nell'uscita, ma la pubblicazione rimaneva prevista per l'anno in corso. Dopo esser stato rifatto da capo dallo stesso West e da Mike Dean, il progetto fu ritardato per questioni di sampling. Nel gennaio 2013, Scott partecipò come ospite all'interno del nuovo album di Pusha T, intitolato Wrath of Caine, più precisamente nella traccia Blocka, prodotta da Young Chop. Poco dopo, Scott pubblicò un'altra versione di Blocka, intitolata Blocka La Flame e prodotta sia da lui che da Mike Dean.
Nel marzo 2013, Scott pubblicò un altro singolo, Quintana, insieme al rapper di Filadelfia Meek Mill,  accompagnato dal video ufficiale con Wale e prodotto da Scott, Sak Pase e Mike Dean.
Il 27 marzo 2013, Scott appare nella copertina dell'XXL e si è classificato come membro della "Freshmen Class Of 2013". Il 29 marzo 2013, in un'intervista con il DJ britannico, DJ Semtex, Scott rivela un'anteprima del suo nuovo singolo Upper Echelon con il rapper 2 Chainz. 
Il 2 aprile 2013, Scott dichiara che Owl Pharaoh sarà pubblicato su iTunes, il 21 maggio 2013. La versione integrale di Upper Echelon è stata rivelata il 18 aprile, con la collaborazione di T.I. e il giorno seguente è stato pubblicato su iTunes.
Poi, nell'aprile 2013, la canzone è stata mandata su Urban contemporary radio.

### 2014-2015:Days Before RodeoeRodeo
Scott si esibì presentando un nuovo singolo dal suo primo album di debutto, intitolato Don't Play in collaborazione con i The 1975 e Big Sean al festival texano South by Southwest, il 13 marzo 2014. Scott, più tardi, conferma attraverso il suo profilo Twitter che l'album non si chiamava 1975, ma che era il primo singolo del suo album di debutto. Allora, di nuovo, Scott rivela il nome dell'album, Rodeo. Il 5 maggio 2014, pubblica la versione integrale del nuovo singolo sui suoi profili SoundCloud e Twitter. Dopo mesi di esibizione fra maggio e luglio, Scott annuncia, sempre via Twitter, che sta per pubblicare un nuovo mixtape, Days Before Rodeo.
Il 17 agosto 2014, Scott twitta un link nel suo sito, contenente le tracce e la copertina dell'album. Più tardi, Scott pubblica delle anteprime del singolo Ghosttown del rapper Yung Lean.
Il 27 gennaio 2015 pubblica due nuove tracce sul suo profilo SoundCloud, Nothing But Net con Young Thug e PartyNextDoor e High Fashion con Future. Nella primavera dello stesso anno, Scott annuncia un nuovo tour promozionale in collaborazione con Young Thug e Metro Boomin per l'album Rodeo. A marzo, la cantante barbadiana Rihanna ha pubblicato il suo nuovo singolo, Bitch Better Have My Money, prodotto e scritto anche da Scott.
Rodeo viene pubblicato il 4 settembre 2015 dalla Grand Hustle e dalla Epic Records. L'album contiene featuring con Quavo, Juicy J, Kanye West, The Weeknd, Swae Lee, Chief Keef, Justin Bieber, Young Thug e Toro y Moi, e produzioni da produttori quali Mike Dean, Kanye West, WondaGurl, Suber, DJ Dahi, Metro Boomin, 1500 or Nothin', Sonny Digital, Southside, Terrace Martin, Zaytoven, Pharrell Williams, Illangelo e lo stesso Travis Scott. L'album è supportato da due singoli: 3500 con Future e 2 Chainz, e Antidote. Rodeo riceve recensioni generalmente positive dalla critica e debutta alla posizione numero 3 nella US Billboard 200.

### 2016-2017:Birds in the Trap Sing McKnight, Huncho Jack e l'arresto

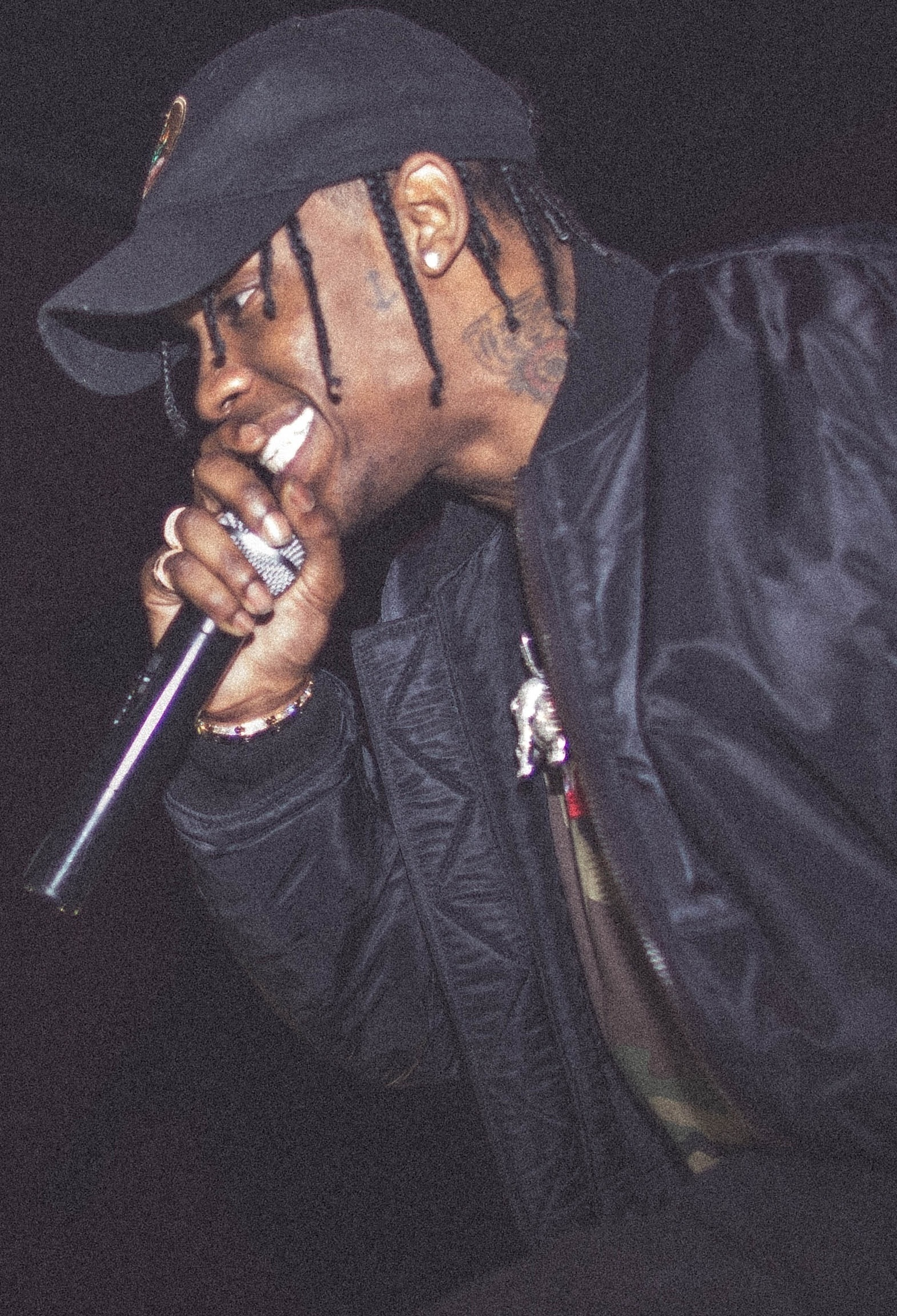
Travis Scott nel febbraio 2016 durante un concerto

Il 4 gennaio 2016 Scott annuncia sul profilo Instagram di Mike Dean di stare lavorando ad un nuovo album. L'8 febbraio è annunciata la partecipazione di iLoveMakonnen, Vic Mensa e dello stesso Travis Scott alla campagna di Alexander Wang, "WANGSQUAD".
Il 29 marzo l'amministratore della 300 Entertainment, Lyor Cohen, rivela che Scott e Young Thug avrebbero presto pubblicato un singolo e definisce un "classico" l'album in arrivo.
Il 17 maggio, Travis Scott annuncia il titolo del suo nuovo album, e di quello successivo, che sarà AstroWorld. 
Il 31 agosto, Scott annuncia che l'album è completato e che sarebbe uscito prossimamente. 
Il 16 settembre, Birds in the Trap Sing McKnight viene pubblicato su iTunes e Apple Music, debuttando alla prima posizione della Billboard 200. 
L'album ha ottenuto la certificazione di disco di platino dopo aver superato il milione di copie vendute.
Il 12 settembre Jody Gerson, AD della Universal Music Publishing Group, annuncia la firma di un nuovo contratto con Travis Scott.
Il 15 maggio 2017 il rapper viene arrestato durante un suo concerto per aver creato disordini e disturbato la quiete pubblica (durante l'esibizione del noto brano Goosebumps).
Il giorno seguente, dopo essere stato rilasciato, pubblica a sorpresa tre singoli sulla piattaforma musicale SoundCloud: Butterfly Effect, A Man e Green & Purple (feat. Playboi Carti).
Il 27 agosto 2017, il rapper si esibisce assieme ai Thirty Seconds to Mars agli MTV VMA 2017, cantando i singoli Walk on Water e Butterfly Effect.
Più tardi collabora con Lil Uzi Vert e Quavo dei Migos nel brano Go Off per la colonna sonora del film Fast & Furious 8 e nello stesso anno collabora con i Major Lazer, Camila Cabello e nuovamente con Quavo nel brano Know No Better. Il 21 dicembre 2017, ancora una volta in collaborazione con Quavo e sotto lo pseudonimo Huncho Jack, pubblica l'album Huncho Jack, Jack Huncho, che vede collaborazioni con artisti come Offset e Takeoff.

### 2018-2020:Astroworld e Jack Boys

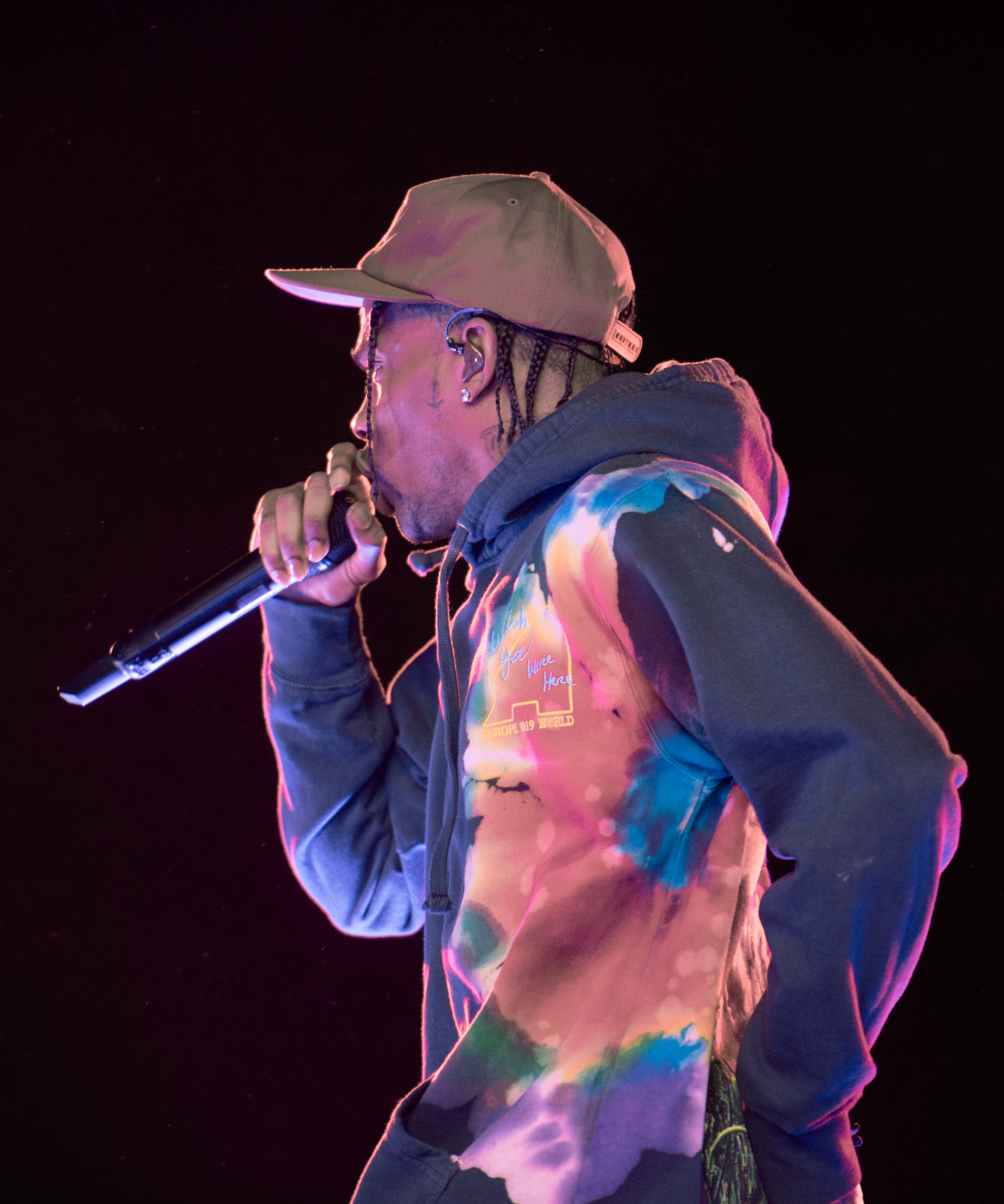
Travis Scott si esibisce agli Openair Frauenfeld nel 2019.

Nel 2018 collabora con Kendrick Lamar nel brano Big Shot per la colonna sonora del film Black Panther.
A maggio torna online con un inedito, intitolato Watch, e realizzato insieme a Kanye West e Lil Uzi Vert. Il brano, tuttavia, non sarà incluso in Astroworld, il suo terzo atteso album, annunciato ufficialmente con un trailer lunedì 30 luglio e pubblicato venerdì 3 agosto. All'interno vi sono diciassette tracce con le collaborazioni di Drake, Frank Ocean, Quavo, The Weeknd e molti altri. Nel mese di settembre escono due featuring: uno per l'album di Quavo e uno per l'album di Lil Wayne, Tha Carter V.
Il 6 novembre viene esce l’album di Metro Boomin Not All Heroes Wear Capes, che vede la presenza di Scott in 5 tracce. Il 18 gennaio collabora con il rapper Future nel suo album The Wizrd con la traccia First Off. Lo stesso giorno viene lanciato l’album di James Blake al quale collabora nella traccia Mile High, che vede anche la produzione di Metro Boomin. Il 3 febbraio si esibisce nell'Halftime show del Super Bowl cantando Sicko Mode accompagnato dai Maroon 5. Il 10 febbraio invece, si esibisce alla premiazione dei Grammy Awards 2019 con i brani del suo ultimo album Astroworld: Stop Trying To Be God e No Bystanders.
Il 18 aprile 2019 Travis Scott, accompagnato da The Weeknd e SZA, ha pubblicato un brano per la famosa serie HBO Game of Thrones. La traccia contiene anche contributi di A$AP Rocky, Lil Peep, Maren Morris, Joey Bada$$, Matthew Bellamy, Ty Dolla $ign e altri. La traccia si intitola Power Is Power ed è un riferimento a una scena che si è svolta nel primo episodio della seconda stagione. La traccia è la seconda canzone della prossimo soundtrack ufficiale di Game of Thrones. intitolata For the Throne.
Il 28 agosto 2019 è uscito su Netflix il documentario Look Mom I Can Fly, diretto da White Trash Tyler e riguardante il periodo di realizzazione di Astroworld, la paternità, il successo e le polemiche affrontate dal rapper. Il 4 ottobre pubblica il suo singolo Highest in the Room, che segna un record come "miglior debutto di un singolo indipendente nella storia di Spotify US": L'album ha collezionato un totale di 3,94 milioni di streaming nella prima settimana. Il 27 dicembre viene pubblicato l’album curato completamente dall'etichetta Cactus Jack Records: JackBoys, realizzato in collaborazione con Sheck Wes e Don Toliver formando un collettivo omonimo.
Dal 24 al 26 aprile 2020 ha collaborato con Epic Games per organizzare cinque concerti virtuali e lanciare il suo nuovo singolo The Scotts sul videogioco Fortnite Battle Royale, raggiungendo un totale di 12.665.324 spettatori. Sempre nel 2020, Scott pubblica il brano The Plan per la colonna sonora di Tenet, film di Christopher Nolan.

### 2021-presente:Utopia, tragedia di Astroworld eJackBoys 2
Il 15 gennaio 2021 è stato pubblicato un remix di Goosebumps realizzato con il produttore HVME, mentre il 4 maggio, dopo aver annullato la terza edizione dell'Astroworld Festival a causa dello scoppio della pandemia di COVID-19, Scott ha annunciato il ritorno del festival nel 2021 e lo ha ampliato in un formato di più giorni. Il 30 aprile è apparso come featuring nel singolo Durag Activity, terzo estratto dall'album d'esordio di Baby Keem The Melodic Blue. A giugno Scott ha annunciato una collaborazione tra Dior e Cactus Jack per la collezione uomo estate 2022 e il 28 agosto partecipa al decimo album in studio di Kanye West, Donda, collaborando vocalmente alla traccia Praise God.
Il 30 ottobre, durante il festival Rolling Loud di New York, Travis Scott presenta per la prima volta dal vivo l'inedito Escape Plan. Il 5 novembre 2021 viene pubblicato il doppio singolo Mafia / Escape Plan, originariamente concepito come parte del mixtape Dystopia, progetto di anticipazione all'album Utopia. Nel corso della stessa serata, inizia la prima delle due giornate previste dell'Astroworld Festival; tuttavia, lo show si conclude in una tragedia: a causa della folla fuori controllo, undici persone perdono la vita durante il concerto. Per questo motivo, la seconda serata del festival viene annullata e, dopo l'accaduto, Scott fonda l'associazione Project Heal con lo scopo di migliorare la sicurezza nei concerti e negli eventi.

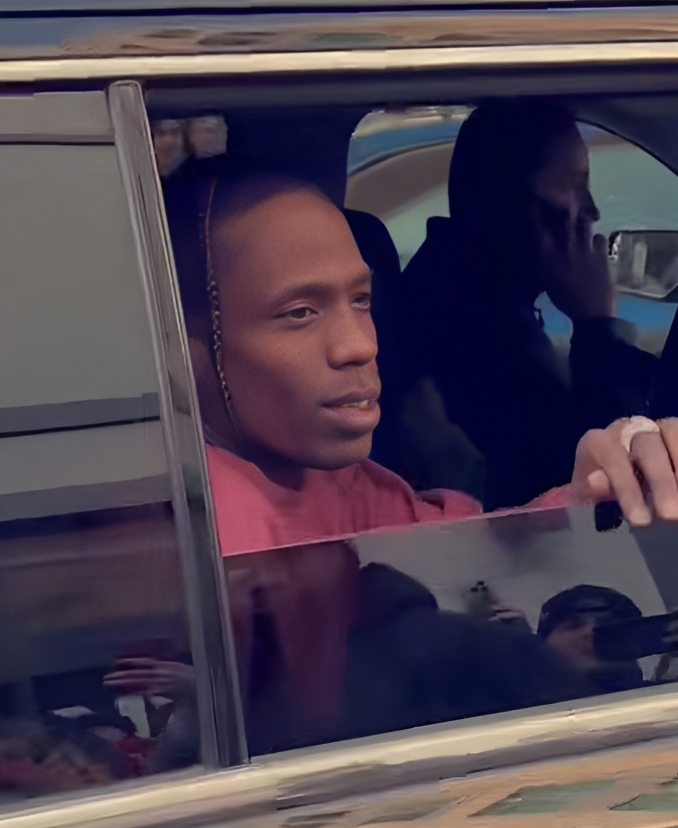
Travis Scott nel febbraio 2023

Dopo quasi un anno di assenza dal palco, e il rinvio del suo album, ad agosto 2022 il rapper torna ad esibirsi sul palco in un doppio concerto tenutosi presso la O2 Arena di Londra tra il 6 e il 7 agosto. Vengono presentati gli inediti God's Country, che inizialmente apparteneva a Kanye West, e Lost Forever, tracce contenute in Utopia. Alla fine del 2022 collabora con Pharrell Williams nel brano Down in Atlanta, con Drake e 21 Savage nel brano Pussy & Millions, con Metro Boomin nel suo secondo album in studio Heroes & Villains alle tracce Raindrops (Insane), Trance con Young Thug, Niagara Falls con 21 Savage e Lock On Me con Future e con SZA in Open Arms e Low.
Il 21 luglio 2023 è stato pubblicato, insieme a Bad Bunny e The Weeknd, il singolo K-pop, primo estratto da Utopia. Il giorno seguente, durante la sua esibizione al Rolling Loud di Miami, Scott ha dichiarato che quella sarebbe stata l'ultima volta che avrebbe eseguito la scaletta dell'era Astroworld e che Utopia sarebbe stato pubblicato il 28 luglio 2023, insieme a un film intitolato Circus Maximus, visibile in anteprima nei AMC Theatres la sera prima. L'album è stato pubblicato come previsto il 28 luglio seguente, contenente collaborazioni del calibro di Beyoncé, The Weeknd, Drake, Playboi Carti, Bad Bunny, Teezo Touchdown, Rob 49, Dave Chapelle, Young Thug, Westside Gunn, James Blake, Kid Cudi, SZA, Future, 21 Savage, Yung Lean e Swae Lee. Il 1º agosto, il rapper ha annunciato che il concerto di lancio dell'album, intitolato «Circus Maximus» e originariamente previsto per lo svolgimento alle Piramidi di Giza del Cairo, in Egitto, il giorno dell'uscita di Utopia, si sarebbe svolto presso il Circo Massimo di Roma il 7 agosto 2023.
Il 4 febbraio 2024 Scott si è esibito ai Grammy Awards 2024. Scott ha eseguito My Eyes, Fein e I Know? da Utopia, che è stato nominato Album Rap dell'anno. L'esecuzione di Fein è stata accompagnata dall'ospite Playboi Carti, presente nella versione album del brano, ma ha suscitato polemiche in quanto si è sentito Scott fare riferimento alle sue 10 nomination senza vittoria alla premiazione di quell'anno.
Il 18 agosto 2024, per celebrare il decimo anniversario di Days Before Rodeo, Scott ha annunciato che il 23 agosto sarebbe stata pubblicata una versione rimasterizzata del mixtape. Per la prima volta il mixtape completo è stato reso disponibile sulle piattaforme di streaming. Il mixtape ha debuttato al secondo posto della Billboard 200, con 361.000 unità equivalenti ad album (331.000 in vendite pure dell'album), appena sotto l'album Short n' Sweet di Sabrina Carpenter che ha debuttato in cima alla classifica con 1.000 unità in più (362.000). Il mixtape è poi sceso alla posizione numero 30 nella seconda settimana, per poi scendere alla numero 106 nella terza settimana. Successivamente, Days Before Rodeo ha fatto un salto di 105 posizioni fino alla prima posizione nella quarta settimana, guadagnando 156.000 unità equivalenti all'album: questo è stato il nono più grande salto alla prima posizione nella Billboard 200.
Il 24 gennaio 2025, Scott ha pubblicato il singolo 4x4, che ha debuttato al primo posto della Billboard Hot 100, diventando il suo quinto singolo al primo posto della classifica. Una settimana dopo, ha collaborato con i Florence and the Machine e The Weeknd per la canzone Reflections Laughing, tratta dal sesto album in studio di quest'ultimo, Hurry Up Tomorrow. Nel maggio dello stesso anno, Scott è stato annunciato come sponsor della squadra di calcio spagnola Barcellona nell'ambito della campagna di collaborazione con gli artisti di Spotify. Si è anche esibito in un concerto esclusivo per promuovere l'El Clásico dell'11 maggio contro il Real Madrid. Il 10 luglio 2025 Scott annuncia che l'album compilation JackBoys 2, atteso da tempo, sarebbe uscito la domenica successiva, il 13 luglio 2025. L'album comprende le collaborazioni di GloRilla, Kodak Black, Tyla, 21 Savage, Vybz Kartel, SahBabii e Waka Flocka Flame.

## Stile musicale

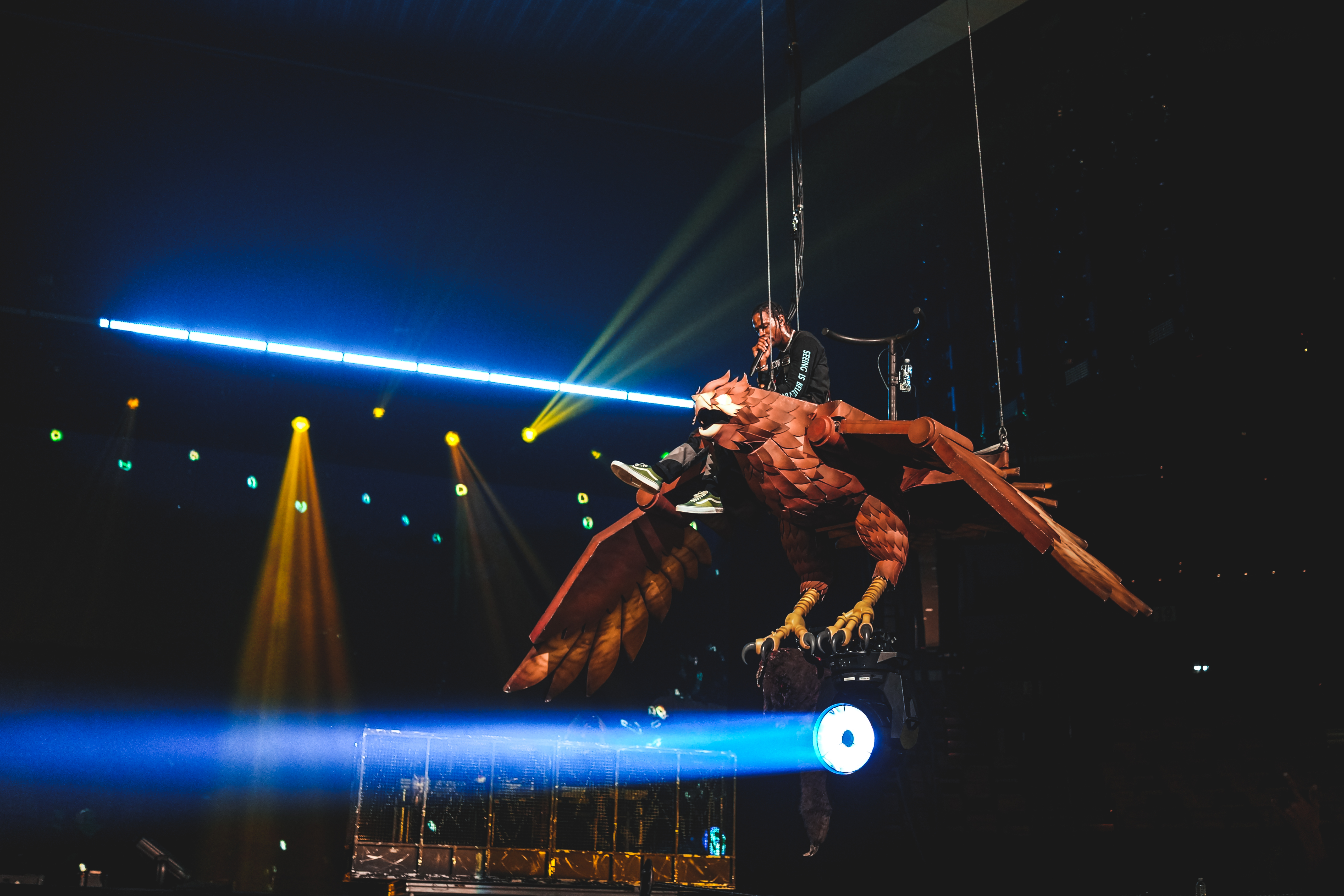
Travis Scott si esibisce a Boston nel 2017.

Lo stile di Scott è stato fortemente influenzato da quello dei suoi mentori Kanye West e Kid Cudi. La rivista Spin ha paragonato il mixtape Owl Pharaoh all'album di Kanye 808s & Heartbreak (2008) e a quello di Kid Cudi Man on the Moon II: The Legend of Mr. Rager (2010).
Scott fa un uso importante degli effetti di manipolazione audio come auto-tune e delay, influenzato principalmente dai produttori Mike Dean e Alex Tumay. Lo stile musicale di Scott è stato descritto come una «miscela tra tradizionale hip-hop e lo-fi», ma spesso etichettato anche come «ambient». Lo stesso Scott ha dichiarato di non sentirsi un rapper hip-hop bensì un artista. Vulture ha descritto il suono di Scott come "incessantemente oscuro, sincretico, ad alta risoluzione e soprattutto innaturale". Lo stile musicale di Scott è stato descritto come hip-hop, trap psichedelico e pop rap.
Scott ha affermato di essere un fan del teatro di Broadway e a tal proposito vorrebbe realizzare un album di cover show. Ha dichiarato che vorrebbe scrivere il proprio musical in futuro.

### Influenze
Fra le maggiori influenze nella sua musica, Scott ha citato in particolare: Kanye West, T.I., Bon Iver, M.I.A., Kid Cudi, Björk, Toro y Moi, OutKast, Jeff Bhasker, Tame Impala e Thom Yorke.

## Altre attività

### Cactus Jack Records
La Cactus Jack Records è un'etichetta discografica americana fondata da Scott nel 2017. Distribuita dalla Epic Records, l'etichetta ha anche una propria divisione editoriale di nome Cactus Jack Publishing.
Il primo artista ad essere messo sotto contratto da Scott è stato Don Toliver nel 2018. Poco prima di annunciare l'accordo, Toliver ha pubblicato il suo primo progetto per un'etichetta importante, la Donny Womack. Si è fatto conoscere per la sua apparizione come ospite in Can't Say, brano di Travis presente in Astroworld. In seguito, Sheck Wes ha firmato per l'etichetta poco dopo essersi fatto notare all'inizio della sua carriera. Wes ha pubblicato il suo album di debutto, Mudboy, nel 2018 e ha collaborato con i compagni di etichetta per Astroworld, oltre che per il singolo di Chase B del 2019 intitolato Mayday, che vede anche la partecipazione di Young Thug. Cactus Jack Records rappresenta anche i produttori Chase B e WondaGurl. Il rapper SoFaygo ha firmato con Cactus Jack nel 2020. Più tardi, nel 2021, Scott ha messo sotto contratto la cantante cubana Malú Trevejo in collaborazione con Atlantic Records.

Durante un'intervista relativa all'etichetta, Scott ha dichiarato:
Voglio innanzitutto aiutare altri artisti, lanciare nuovi nomi, offrire opportunità. Voglio fare per loro quello che è successo a me, ma meglio. Per meglio intendo niente stronzate. Niente bugie agli artisti sulle date di uscita degli album o sui budget di video e album.

### Astroworld Festival
Dopo l'uscita di Astroworld, Scott ha annunciato l'Astroworld Festival, un concerto annuale di festa che si sarebbe svolto di fronte all'ex sito di Six Flags AstroWorld. L'Astroworld Festival 2018 ha visto la partecipazione di artisti come Post Malone, Lil Wayne, Young Thug, Rae Sremmurd, Gunna, Houston All Stars, Sheck Wes, Metro Boomin, Trippie Redd, Smokepurpp, Virgil Abloh e Tommy Genesis.

### Moda
Scott è stato introdotto al lato creativo dell'industria della moda grazie al suo personale abbinamento di stile tra moda di alta gamma e streetwear. Questo ha attirato l'attenzione di marchi come Been Trill, Diamond Supply Co. e A Bathing Ape. La passione di Travis per il design camp ha trovato spazio nella sua collaborazione con Been Trill. Si tratta di un noto collettivo di etichette e DJ fondato da Virgil Abloh, Matthew Williams, Heron Preston e Justin Saunders.
Nel 2015, Scott ha collaborato con A Bathing Ape (BAPE) e ha segnato il suo primo progetto con il popolare marchio di streetwear. La sua collezione con BAPE è composta da tre pezzi: una felpa con cappuccio a forma di squalo, una t-shirt a maniche lunghe e una maglietta. Inoltre, Scott ha aggiunto un tocco di "La Flame" sulla testa con il logo della scimmia per dare il suo tocco distintivo. Nel 2016 Diamond Supply Co., un marchio californiano di streetwear, ha collaborato con Scott per lanciare una collezione di abbigliamento. La collezione è stata disegnata da Scott. La collaborazione consisteva in t-shirt grafiche, t-shirt a maniche lunghe, felpe con cappuccio, giacche da allenatore e cappelli da papà. Nel 2017 gli Houston Rockets hanno annunciato ufficialmente una collaborazione con il rapper per la sesta gara delle semifinali della Western Conference contro i San Antonio Spurs di giovedì 11 maggio. Tutti i tifosi presenti al Toyota Center hanno ricevuto una maglietta disegnata personalmente da Travis Scott, con su scritto lo slogan dei Rockets per i playoff "Run as One" insieme a richiami all'artista.
Il 30 aprile 2019, Scott ha annunciato una collaborazione con Nike per il rilascio delle Air Jordan 1 Cactus Jack nel maggio dello stesso anno. Nel 2020, Scott ha collaborato con Evisu, un marchio giapponese di denim fondato da Hidehiko Yamane nel 1991. Il 24 giugno 2021, Scott ha annunciato una collaborazione con Dior per una collezione di abbigliamento maschile la cui uscita è prevista per l'estate del 2021. Il 25 giugno è stata pubblicata una live stream che mostrava la collezione. La live stream ha mostrato anche frammenti di canzoni tratte dal suo quarto album in studio Utopia, tra cui un brano con Westside Gunn e alcuni strumentali.  Nel 2022, Scott e Skepta, rapper e produttore discografico britannico, sono stati protagonisti di un evento organizzato da Virgil Abloh Securities. Il festival musicale, della durata di un giorno, si è tenuto all'FPL Solar Amphitheater di Miami, in Florida, negli Stati Uniti, per onorare l'eredità di Virgil Abloh chiamata Mirror Mirror. Da allora, Scott ha collaborato sia a livello creativo che come volto di diverse linee di abbigliamento per case di moda di lusso come Helmut Lang e Saint Laurent.
Nel 2025, Scott è stato nominato Chief Visionary Officer dal marchio di occhiali Oakley, un ruolo destinato a influenzare la direzione creativa dell'azienda.

### Collaborazione con Fortnite
Nel 2020, Scott e il suo team Cactus Jack hanno collaborato con Epic Games per lanciare nuovi prodotti ispirati al gioco Fortnite, tra cui abbigliamento, action figure e pistole Nerf. Scott ed Epic Games hanno anche stabilito dei record con il successo dell'evento "Fortnite Astronomical". Scott ha anche suonato un concerto dal vivo all'interno del videogioco che ha attirato milioni di spettatori. La collaborazione è terminata nel 2021.

### McDonald's
Nel settembre 2020, Scott ha collaborato con McDonald's per lanciare un pasto in edizione limitata che è stato introdotto nei ristoranti del Nord America, chiamato “"The Travis Scott" e una variante del Quarter Pounder con formaggio. La partnership rappresenta il primo pasto McDonald's sponsorizzato da una celebrità a livello nazionale nella storia della catena e il primo pasto di una celebrità dal 1992, quando McDonald's lanciò un hamburger di nome "McJordan" in onore di Michael Jordan nell'area metropolitana di Chicago. A causa dell'elevata domanda, alcune filiali di McDonald's hanno esaurito gli ingredienti legati alla promozione, causando un'interruzione della catena di approvvigionamento. Scott e McDonald's hanno anche lanciato una linea di prodotti a marchio McDonald's e Cactus Jack, tra cui diversi capi di abbigliamento, un tappeto e un cuscino a forma di McNugget. Questo ha reso popolare la mania dei pasti delle celebrità, che in seguito sarebbe stata riproposta anche dai BTS e da Saweetie. L'idea è stata esportata in Europa nell'autunno del 2021, con la cantante spagnola Aitana che è stata la prima artista europea ad avere un proprio pasto McDonald's.

### PlayStation
Nell'ottobre del 2020, Scott ha annunciato di essere entrato a far parte del team PlayStation come Strategic Creative Partner per promuovere la console PlayStation 5. Insieme, hanno rilasciato un merchandising speciale, che include una versione inedita delle Nike Dunk Lows. Hanno inoltre caricato su YouTube uno speciale video di unboxing della console PlayStation 5. Il video presenta filmati di Scott che gioca alla console insieme ai fan, una performance al pianoforte di James Blake e un tributo a Pop Smoke.

### Industria cinematografica
Scott ha fatto il suo debutto nelle sale cinematografiche nel film Gully del 2021 nel ruolo del proprietario di un cinema. Ha contribuito anche alla colonna sonora del film, ma la sua canzone Knife è stata tagliata a causa di problemi di campionamento, ma è comunque apparsa brevemente nel film. Il 2 agosto 2021, Scott ha firmato un contratto di produzione cinematografica con A24. Lo stesso giorno ha annunciato il completamento di una bozza per un film basato sul suo quarto album in studio Utopia, che in seguito si sarebbe rivelato Circus Maximus.

### Wrestling professionistico
Scott ha iniziato a fare apparizioni per la promozione americana di wrestling WWE nel 2025. Il suo debutto nel wrestling professionistico è avvenuto il 6 gennaio 2025, quando Scott è apparso di persona alla première di WWE Raw su Netflix, durante la quale è stato rivelato il titolo della sua nuova canzone 4x4, confermata come sigla di apertura del programma. In seguito, il rapper ha accompagnato il wrestler professionista Jey Uso sul ring prima del suo match. Scott è poi apparso all'Elimination Chamber: Toronto il 1º marzo 2025, dove ha accompagnato Dwayne Johnson sul ring prima del segmento di Rock con l'allora WWE Undisputed Champion Cody Rhodes. Quando John Cena ha tradito Rhodes durante il segmento, Scott ha assistito Rock e Cena nell'attaccare Rhodes, affermandosi come heel. È stato poi riferito che Scott avesse ferito Cody quando lo ha aggredito sferrandogli un pugno improprio al lato del viso, causandogli la rottura di un timpano e un occhio nero. Scott è apparso a WrestleMania 41 Night 2 il 20 aprile seguente, dove ha suonato la sua canzone Fein (una delle sigle ufficiali dell'evento) e ha interferito nel main event tra Rhodes e Cena per l'Undisputed WWE Championship. Verrà eliminato con una Cross Rhodes da Cody, ma alla fine aiuterà Cena a vincere il suo 17° titolo mondiale record in WWE.

## Vita privata
Travis ha iniziato a frequentare la star della televisione e imprenditrice statunitense Kylie Jenner ad aprile 2017. Il 1º febbraio 2018 la Jenner ha dato alla luce la loro prima figlia, Stormi Webster. Nel febbraio 2019 una speculazione rispetto al fatto che Scott avesse tradito la Jenner ha portato il rapper a cancellare il suo concerto a Buffalo che era previsto per il 28 febbraio. La coppia si separa nel 2019, per poi ritornare insieme nel 2020, dopo aver trascorso insieme il periodo di quarantena dovuto alla pandemia di COVID-19. Il 2 febbraio 2022 nasce il secondo figlio della coppia, Aire. La coppia si è lasciata nuovamente nel 2022.

## Controversie

### Incidenti durante i concerti
Le esibizioni di Scott hanno suscitato una serie di polemiche nel trascorrere degli anni. Al Lollapalooza del 2015, Scott è stato accusato e arrestato per condotta disordinata dopo aver incitato i partecipanti al concerto a ignorare la sicurezza e ad accalcarsi sul palco. Per questo, in seguito si è dichiarato colpevole di condotta imprudente e ha ricevuto un anno di libertà vigilata. Lo stesso anno, all'Openair Festival in Svizzera, ha incoraggiato i fan ad attaccare un uomo che gli aveva preso una scarpa mentre faceva crowd surfing, interrompendo il concerto e dicendo ripetutamente alla folla di "mandarlo a quel paese", sputandogli anche addosso.
Nel 2017 è stato arrestato per un comportamento simile a quello tenuto al Lollapalooza dopo un'esibizione al Walmart Arkansas Music Pavilion nel Northwest Arkansas. Nello stesso anno, un fan ha fatto causa a Scott e agli organizzatori di un concerto del 2017 al Terminal 5 di Manhattan dopo essere caduto da una balconata ed essere stato trascinato sul palco, attribuendo la colpa della caduta a un aumento della folla. Nel 2019, tre persone sono state calpestate e ferite mentre la folla si affrettava ad entrare nel complesso di Astroworld.

### Accuse di aggressione a New York
Il 1º marzo 2023, Scott si stava esibendo al Nebula, un locale notturno di New York, insieme a Don Toliver, quando un tecnico del suono, identificato solo come Mark, chiese a Scott di abbassare la musica perché troppo alta per le dimensioni del locale. Scott avrebbe reagito mostrando a Mark il dito medio e colpendolo con un pugno alla testa; Mark ha avuto bisogno di cure mediche e la polizia è stata chiamata sul posto intorno alle 3:25. Scott avrebbe bevuto alcolici e danneggiato 12.000 dollari di attrezzature audio del locale prima di andarsene. Il 2 marzo 2023 il Dipartimento di Polizia di New York ha emesso un mandato di arresto per Scott in relazione all'incidente. La questione si è risolta con un accordo e la polizia di New York non ha sporto alcuna denuncia.

### Arresti a Miami e Parigi
Nelle prime ore del 20 giugno 2024, Scott è stato arrestato a Miami Beach con l'accusa di ubriachezza molesta e violazione di proprietà dopo avvertimento. È stato rilasciato più di sei ore dopo aver pagato una cauzione di 650 dollari. Lo stesso giorno, Scott avrebbe capitalizzato l'incidente pubblicando un merchandising contenente la sua foto segnaletica scattata dopo l'arresto. Ad agosto, i pubblici ministeri hanno ritirato l'accusa di ubriachezza molesta di Scott, mentre hanno continuato a sporgere denuncia per violazione di domicilio dopo l'avvertimento.
Nella mattina del 9 agosto 2024, Scott è stato arrestato a Parigi dopo una presunta rissa con la sua guardia del corpo. Una guardia di sicurezza dell'Hotel George V in cui alloggiava è intervenuta per fermare l'alterco, finendone coinvolta. Scott è stato rilasciato senza accuse il giorno successivo.

## Discografia
Album in studio
- 2015 – Rodeo
- 2016 – Birds in the Trap Sing McKnight
- 2018 – Astroworld
- 2023 – Utopia

### Album collaborativi
- 2017 – Huncho Jack, Jack Huncho (con Quavo come Huncho Jack)
- 2019 – JackBoys (con i JackBoys)
- 2025 – JackBoys 2 (con i JackBoys)

## Tournée
- 2015 – Rodeo Tour
- 2017 – Birds Eye View Tour
- 2018/19 – Astroworld - Wish You Were Here Tour
- 2023/24 – Circus Maximus Tour

### Come artista ospite
- 2015 – Never Sober Tour di Juicy J e Project Pat
- 2015 – The Madness Fall Tour di The Weeknd
- 2016 – Anti World Tour di Rihanna
- 2017 – The Damn Tour di Kendrick Lamar

## Filmografia
- Circus Maximus, registi vari (2023)
- Aggro Dr1ft, regia di Harmony Korine (2023)

## Premi e riconoscimenti
Nel corso della sua carriera, Travis Scott si è aggiudicato BET Hip Hop Award, un Teen Choice Award e un Billboard Music Award, oltre ad essere stato nominato dieci volte ai Grammy Awards senza tuttavia riportare alcuna vittoria.